# Église Santa Maria dell'Annunziata de Fontignano
L'église Santa Maria Annunziata de Fontignano  ou Oratorio de l'Annunziata ou encore Chiesa Museo dell'Annunziata est une église-musée située dans la frazione Fontignano proche du lac Trasimène  de la ville de Pérouse.

## Description

### Extérieur
L'édifice religieux est de style roman et possède une seule nef.

### Intérieur
Le plan de l'église est à nef unique avec un seul autel situé face à l'entrée.

## Œuvres du Pérugin
Pietro Vannucci a réalisé cinq fresques dans cette église : 
- Vierge à l'Enfant, paroi de droite, seule fresque restante in situ,
- Adoration des Bergers[1], sur le tympan de l'église, détachée et vendue à Spencer en 1848, actuellement conservée au Victoria and Albert Museum de Londres. Elle est remplacée par une copie plus petite.
- Saint Roch et Saint Sébastien, probablement réalisés à fresque sur le côté de l'arcade en dessous de l'Adoration des Bergers, fresques détachées et vendues au comte della Porta de Gubbio vers le milieu des années 1800 et actuellement perdues.
- Vierge à l'Enfant, également sur la paroi de droite, vendue à Angelo Morettini de Pérouse en 1862 et actuellement perdue.

## Autres œuvres
- Annonciation, (vers 1450) de Benedetto Bonfigli
- Vierge à l'Enfant (1526), Peintre anonyme.
- Saint Sébastien (vers 1200), statue en bois, artiste anonyme.

## Histoire
La construction de l'édifice est probablement antérieure au XIIIe siècle.

### La tombe du Pérugin
La petite église est surtout connue pour conserver les restes de la dépouille du peintre Pietro Vannucci dit Le Pérugin qui a réalisé dans l'édifice ses derniers travaux interrompus par sa mort, emporté par la peste en 1523.
En 1511, Le Pérugin transfère son atelier de Pérouse à Fontignano d'où il se déplace dans les lieux environnants afin de réaliser les diverses commandes régionales qui lui étaient confiées.
Au cours du mois de février 1523 le Pérugin est atteint par la peste pendant qu'il décore à fresque l' Adoration des Bergers dans l'église de l’Annunziata et meurt à Fontignano.
Dans un premier temps, à cause du danger de la contagion, l'artiste est enseveli en dehors du village ; cinquante ans plus tard, les frères du Santo Spirito di Perugia (ou frères de l’Annunziata) l'exhument et déposent ses restes à l'extérieur de l'église sans croix ni stèle. Selon Giorgio Vasari, la  cause en est certainement que le Pérugin n'était pas croyant.
Au cours des premières années du XIXe siècle, débutent les premières recherches de sa tombe et des ossements sont découverts à l'endroit présumé. La datation de ceux-ci par un examen au carbone 14 confirment la période au cours de laquelle la personne a vécu. Un examen histologique établit l'âge avancé de la victime (78 ans environ, soit l'âge du Pérugin à sa mort) ainsi que les dimensions du corps.
Tous les examens confirment que les ossements retrouvés, les seuls présents à cet endroit, sont  probablement les siens.
En 1929, les restes sont déposés dans une urne sans signe religieux  placée au centre du mur droit de l'édifice, sous le portrait sculpté de l'artiste.

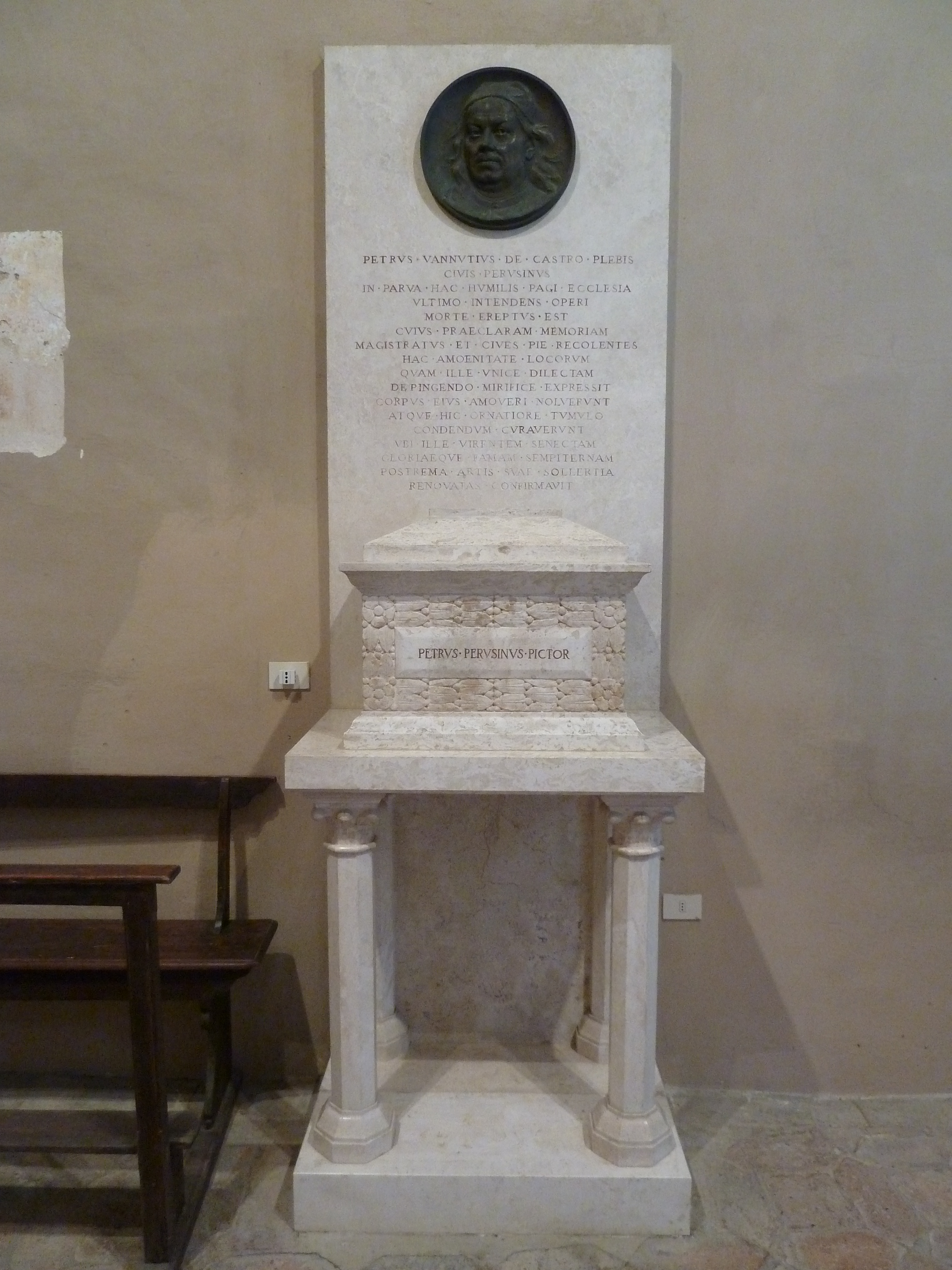
Tombe du Pérugin
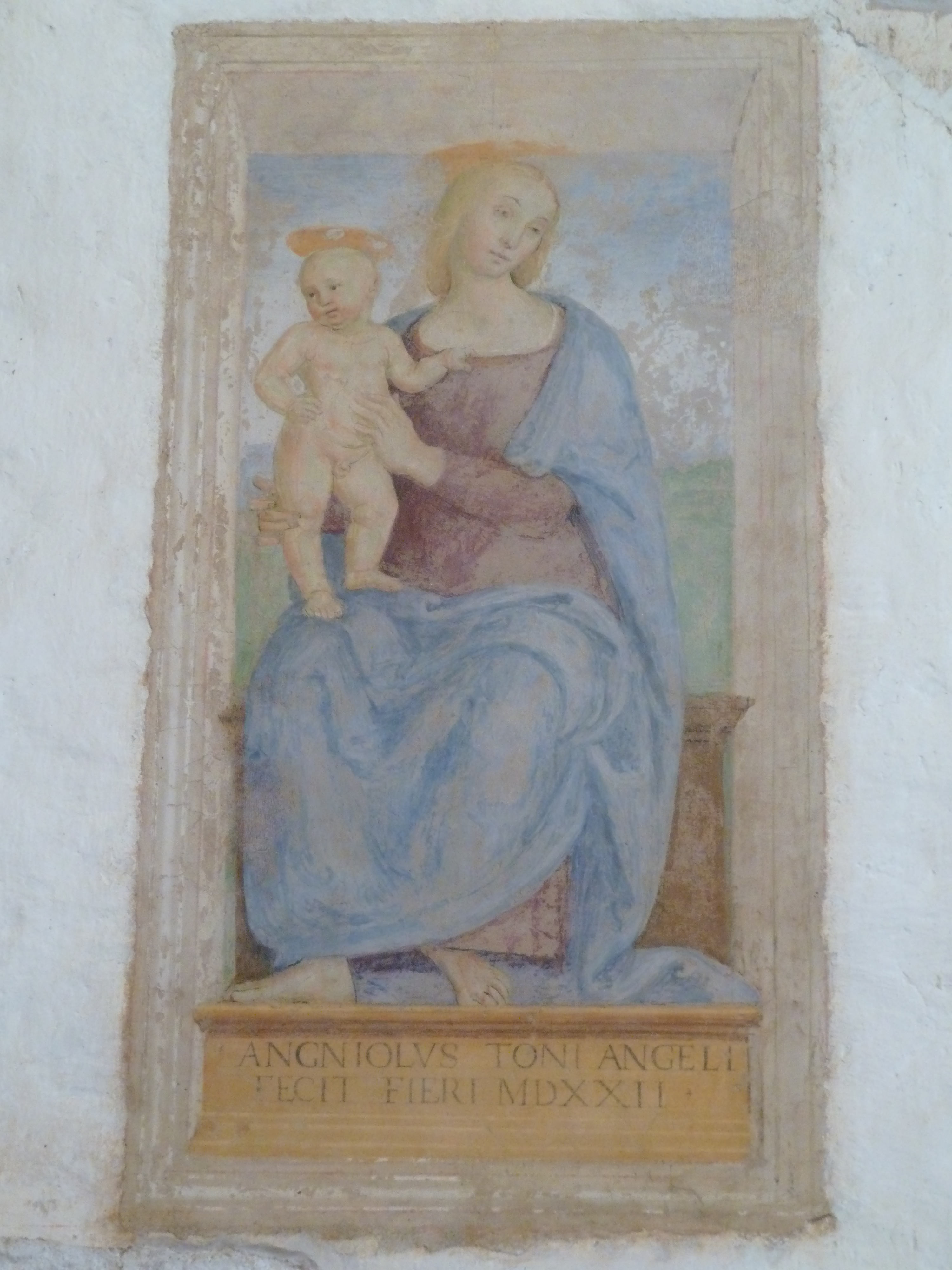
Vierge à l'Enfant
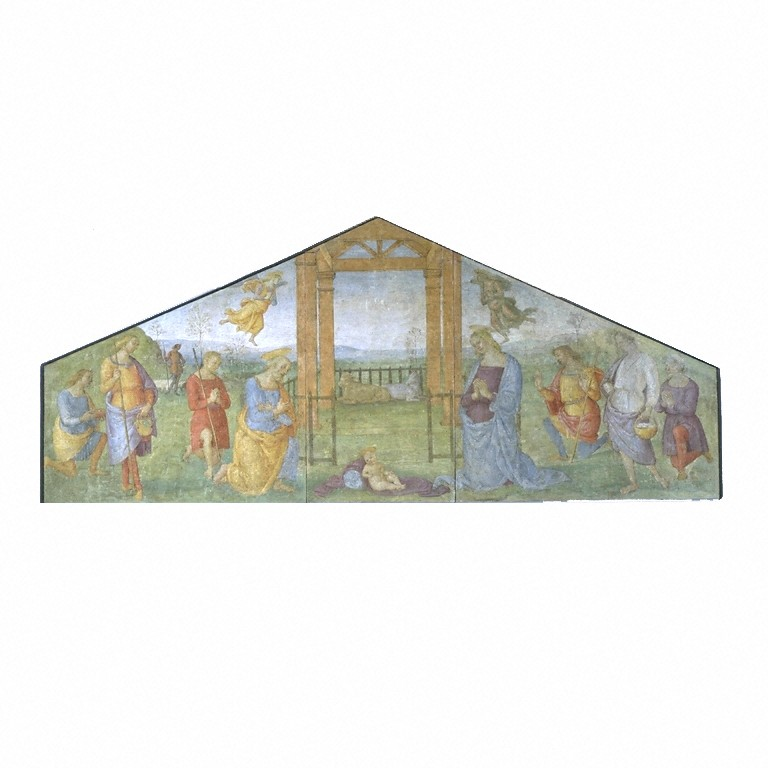
Adoration des Bergers,Victoria and Albert Museum, Londres
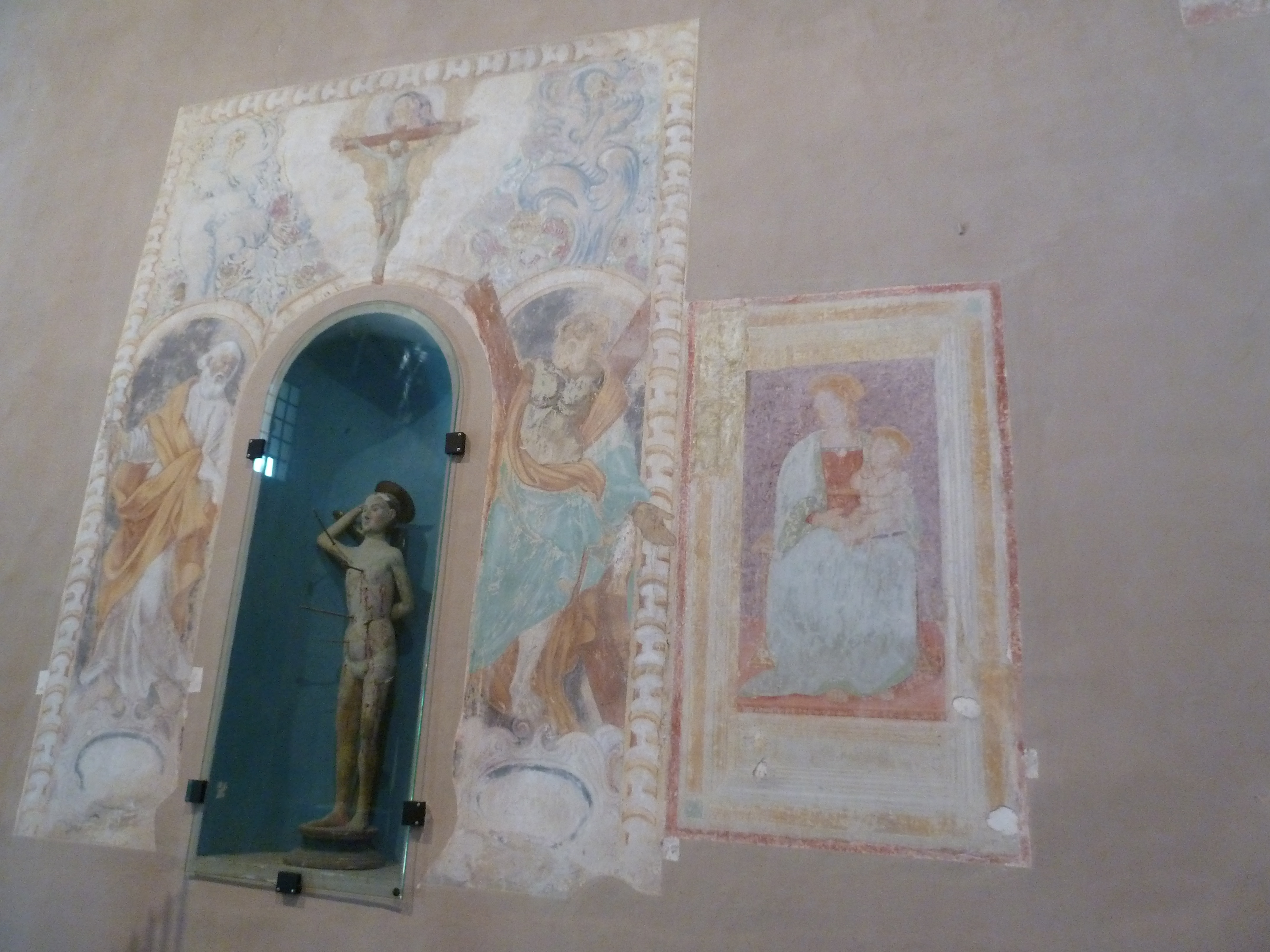
Paroi de gauche: Fresques et statuette saint Sébastien

## Sources
- « Perugino », sur Fontignano.it